# Mariano Yulo
Mariano Yulo (Hinigaran, 3 september 1873 - aldaar, 11 juli 1929) was een Filipijns politicus. Yulo was van 1925 tot 1928 lid van de Senaat van de Filipijnen. 

## Biografie
Mariano Yulo werd geboren op 3 september 1873 in Hinigaran in de Filipijnse provincie Negros Occidental. Hij was een zoon van Teodoro Yulo en Gregoria Regalado. Yulo voltooide een opleiding aan het Colegio de San Juan de Letran. Aansluitend volgde hij een medische opleiding aan het San Juan de Dios Hospital en slaagde hij in 1898 voor zijn Doctor of Medicine aan de University of Santo Tomas. Tijdens het 1e deel van de Filipijnse revolutie was hij werkzaam als dokter in het militaire ziekenhuis in Manilla. Tijdens de strijd om onafhankelijkheid tegen het Amerikaanse leger was hij als dokter actief in Binalbagan. Ook was hij een van de leden van het Malolos Congres.
Nadat de Amerikanen hun koloniale macht in de Filipijnen gevestigd hadden was Yulo onder meer lid van de provinciale raad van Negros Occidental en president van de provinciale gezondheidsraad vanaf 1902. In 1908 werd hij gekozen tot gouverneur van Negros Occidental. In 1910 volgde een herverkiezingen tot 1912. In 1925 werd Yulo namens het 8e Senaatsdistrict gekozen in de Senaat van de Filipijnen. In 1928 werd Yulo herkozen. 
Op 8 juli 1929 raakte Mariano Yulo gewond bij een ernstig auto-ongeluk in Hinigaran. Enkele dagen later overleed hij in zijn geboorteplaats op 55-jarige leeftijd aan de gevolgen daarvan. Bij speciale verkiezingen voor zijn vrijgekomen zetel in de Senaat werd Francisco Zulueta, zonder tegenstander, gekozen om het restant van zijn termijn af te maken.

## Bron
- C.W. Rosenstock, Rosenstock's Press Reference Library, Philippine ed., Manilla (1913)
- Philippine Magazine, Volume 26, Philippine Education Company (1929)